# Anolis fairchildi
Anolis fairchildi este o specie de șopârle din genul Anolis, familia Polychrotidae, descrisă de Thomas Barbour și Shreve 1935. Conform Catalogue of Life specia Anolis fairchildi nu are subspecii cunoscute.